# Erika Seldener
Henrika (Erika) Gustafva Johanna Seldener, född 12 maj 1800 i Göteborg, död 26 oktober 1883 i Göteborg var en svensk teckningslärare och målare.
Hon var dotter till vice auditören Henric Herrmansson Seldener och Johanna Margareta Stricker. Seldener fick sin första utbildning i konst av Johan August Beyer i Göteborg och bedrev därefter ytterligare studier på egen hand. Som lärare i teckning och målning i Göteborg hade hon ett stort antal elever bland annat studerade Gillis Hafström en tid för henne. Under sin vistelse i Göteborg sommaren 1838 fick Esaias Tegnér ett porträtt av Seldener utfört i svartkrita och för att tacka henne skrev han dikten Till mamsell Erika Selander. Hennes konst består av porträtt av Göteborgare oftast utförda som miniatyrer samt genre- och landskapsmålningar. 